# Onthophagus panfilovi
Onthophagus panfilovi är en skalbaggsart som beskrevs av Kabakov 1983. Onthophagus panfilovi ingår i släktet Onthophagus och familjen bladhorningar. Inga underarter finns listade i Catalogue of Life.